# Andrew Fromm
 Andrew Fromm é um compositor e produtor musical estaudunidense. Tornou-se um compositor conhecido a partir de 1999 e é creditado em canções de artistas que incluem, Backstreet Boys, Marc Anthony, Westlife, Kristine W, OPM, 2Gether, Soluna, Nobody's Angel, Judith Lefeber, Christian Bautista, Nikki Webster, C21, Hiromi Go, dentre outros.

## Carreira
Em 1994, Fromm apresentou-se no programa de talentos Star Search cantando uma canção composta por ele mesmo, depois passou a se apresentar em clubes de Nova Iorque, Estados Unidos. Durante o período, conheceu uma pessoa que havia conseguido um contrato de gravação, mais tarde, cantando em sua festa de aniversário, Fromm foi contactado por um executivo da gravadora Jive Records, que estava no local e havia gostado de sua canção autoral "I Need You Tonight", e sugeriu que ela fosse gravada pelo grupo Backstreet Boys. Dessa forma, ele conheceu o membro Nick Carter, durante a sessão de gravação da faixa no Battery Studios, que seria também utilizava para ser apresentada como sua canção solo nos concertos do grupo. Posteriormente, outra canção co-escrita por Fromm, "Spanish Eyes", foi inserida na lista de faixas de Millennium, terceiro álbum de estúdio do grupo, lançado em 18 de maio de 1999, que obteve vendas de mais de 24 milhões de cópias mundialmente. Fromm a seguir, foi contratado pelo Zomba Group.
Em 2000, co-escreveu a canção "How Did I Fall in Love with You?" presente no quarto álbum de estúdio do Backstreet Boys, intitulado Black & Blue. Quatro anos depois, co-escreveu "The Way You Look at Me", canção do cantor filipino Christian Bautista, que tornou-se o primeiro single de seu álbum de estreia autointitulado. Nos anos seguintes, Fromm passou a trabalhar com diversos outros artistas, incluindo Selena Gomez e Marc Anthony. 
Em 2011, o single "Beautiful, Beautiful", escrito por Fromm em parceria com Ian Eskelin e a cantora gospel Francesca Battistelli, venceu a categoria de Gravação Pop/Contemporânea do Ano na premiação GMA Dove Awards, tendo sido lançado como o quinto e último single do álbum de Battistelli, de nome My Paper Heart (2010). 